# Sự quyến rũ của Thánh Anthony (Thành phố Kansas)
Sự quyến rũ của Thánh Anthony là một bức tranh độc bản của Hieronymus Bosch, được trưng bày tại Bảo tàng nghệ thuật Nelson-Atkins.
Có một cuộc tranh luận cho rằng tác phẩm này là họa phẩm của Bosch hay Bosch chỉ tham gia hoàn thiện một phần. Cuộc tranh luận kết thúc khi Dự án Nghiên cứu và Bảo tồn Bosch kết luận tác phẩm là bức họa của ông, dựa trên bằng chứng có ở bản phác thảo. Năm 2016, bức tranh được trưng bày tại triển lãm Jheronimus Bosch—Tầm nhìn của thiên tài.